# 320年代
| 千纪： | 1千纪                                                                                  |
| 世纪： | 3世纪 \| 4世纪 \| 5世纪                                                                |
| 年代： | 290年代 \| 300年代 \| 310年代 \| 320年代 \| 330年代 \| 340年代 \| 350年代              |
| 年份： | 320年 \| 321年 \| 322年 \| 323年 \| 324年 \| 325年 \| 326年 \| 327年 \| 328年 \| 329年 |

## 大事记
- 东晋王敦之乱、苏峻之乱
- 329年，后赵灭亡前赵
- 325年，羅馬帝國皇帝君士坦丁於小亞細亞尼西亞城，召集全國各地基督教主教三百餘人會議，通過若干法規及「聖父、聖子、聖靈三位一體」教義。

## 逝世
- 司马睿（322年去世）
- 王敦（324年去世）
- 司马绍（325年去世）
- 刘曜（329年去世）